# Морска ръка
Морските ръце (Alcyonium digitatum) са вид корали от семейство Alcyoniidae.
Таксонът е описан за пръв път от Карл Линей през 1758 година.